# Aryabhata (cráter)
Aryabhata, llamado en honor al astrónomo indio Aryabhata, es el remanente de un cráter de impacto lunar situado al este del Mare Tranquillitatis. El cráter está prácticamente sumergido en lava, y ahora solo queda una cresta en forma de arco formada a partir de la mitad oriental del borde por encima del mar lunar.
Este cráter fue llamado anteriormente Maskelyne E, antes de ser renombrado por la Unión Astronómica Internacional en 1979.

## Referencias

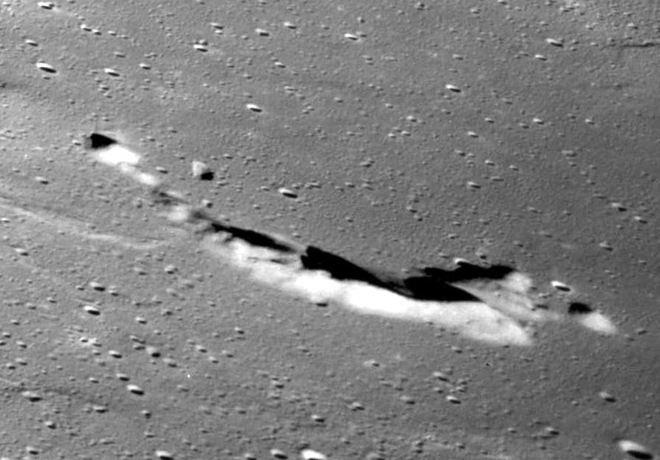
Vista oblicua de Aryabhata